# Boissières (Lot)
Boissières ist eine französische Gemeinde mit 388 Einwohnern (Stand 1. Januar 2022) im Département Lot in der Region Okzitanien (vor 2016: Midi-Pyrénées). Die Gemeinde gehört zum Arrondissement Cahors und zum Kanton Causse et Bouriane.
Der Name der Gemeinde geht auf den alten Namen buxaria zurück, ein weit verbreitetes Wort in gallorömischer Zeit. Es bezeichnet einen Wald von Buchsbäumen, eine heilige Pflanze bei den Galliern. Das Wort geht auf buxus im klassischen Latein und buxea im Sprechlatein zurück.
Die Einwohner werden Boissiériens und Boissiériennes genannt.

## Geographie
Boissières liegt circa 12 Kilometer nordnordwestlich von Cahors in dessen Einzugsbereich (Aire urbaine) in der historischen Provinz Quercy.
Umgeben wird Boissières von den sechs Nachbargemeinden:
|           | Saint-Denis-Catus                           | Gigouzac |
| Catus     | Kompassrose, die auf Nachbargemeinden zeigt | Maxou    |
| Nuzéjouls | Calamane                                    |          |

Boissières liegt im Einzugsgebiet des Flusses Garonne.
Nebenflüsse des Lot durchqueren das Gebiet der Gemeinde,
- der Vert und
- der Ruisseau de Rouby mit seinen Nebenflüssen,
  - dem Ruisseau de Boissières, der in Boissières entspringt, und
  - dem Ruisseau de Calamane.[4]

## Geschichte
Im Mittelalter lag die Grundherrschaft beim Bischof von Cahors, der sie an die Familie Beraldi weitergab. Die Gerichtsbarkeit wurde im Jahre 1286 zwischen dem Bischof und den Nachkommen von Bernaud de Béraldi geteilt. Zu Beginn des 14. Jahrhunderts gab der Bischof Raymond Pauchel die gesamte Gerichtsbarkeit ab. Im Jahre 1328 heiratet Delphine de Béraldi Raymond Bernard de Durfort und begründete den Familienzweig Durfort-Boissières, der die Grundherrschaft von Boissières bis zur Französischen Revolution behielt. Im Jahre 1336 huldigte Raymond Bernard de Boissières dem Bischof für Boissières und Calamane. Im Jahre 1504 war Antoine de Durfort Grundherr von Boissières einschließlich der Gerichtsbarkeit.
Seit dem 17. Jahrhundert und vor allem im 19. bis zur Mitte des 20. Jahrhunderts wurden zahlreiche Ziegeleien und Töpfereien in Boissières betrieben. Diese basierten auf den unter anderen im Boden befindlichen Ton und Kaolin.
Am 28. Juni 1944 betrat eine Abteilung deutscher Soldaten Gourdon und nahmen 23 Geiseln mit sich. Zwei Tage später wurden fast alle Gefangenen in Boissières an der Brücke nach Nuzéjouls erschossen. Eine Geisel konnte entkommen.

## Einwohnerentwicklung
Nach Beginn der Aufzeichnungen stieg die Einwohnerzahl bis gegen Ende des 19. Jahrhunderts auf einen Höchststand von rund 785. In der Folgezeit sank die Größe der Gemeinde bei kurzen Erholungsphasen bis zu den 1960er Jahren auf 200 Einwohner, bevor sich eine Wachstumsphase einstellte, die heute noch anhält.
| Jahr      | 1962 | 1968 | 1975 | 1982 | 1990 | 1999 | 2006 | 2011 | 2022 |
| --------- | ---- | ---- | ---- | ---- | ---- | ---- | ---- | ---- | ---- |
| Einwohner | 221  | 200  | 219  | 234  | 241  | 312  | 350  | 373  | 388  |

## Sehenswürdigkeiten

### PfarrkircheSaint-Grégoire
Der erste Bau könnte vor dem Hundertjährigen Krieg errichtet worden sein. Die Reste aus dem ursprünglichen Gebäude sind an einem Teil der nördlichen Wand zu finden, die im Inneren ein Mauerwerk aus Werksteinen zeigt. Im 15. Jahrhundert wurde die nördliche Seitenkapelle hinzugefügt, die vermutlich der Sitz der Kaplanei Notre-Dame war, die von Bernard de Durfort gegründet wurde. Im 19. Jahrhundert wurden umfangreiche Arbeiten durchgeführt. Die heutige Kirche besitzt drei Kirchenschiffe und den Grundriss eines lateinischen Kreuzes. Der Schlussstein der Apsis trägt eine Inschrift mit dem Namen Frézal, der im Jahre 1865 Pfarrer war. Die Glasfenster stammen von Louis-Victor Gesta aus Toulouse aus dem Jahre 1878. Das Glasfenster in der Längsachse trägt das Wappen des Bischofs Grimardias (1866–1896), so wie einer der Kämpfer im nördlichen Seitenschiff. Die nördliche Seitenkapelle besitzt einen Eingang mit einem Wimperg und Fialeen.

### Burgruine
Im Gebäude der Bibliothek ist teilweise ein viereckiger Bergfried erhalten geblieben, der ursprünglich aus dem 12. oder 13. Jahrhundert datiert. Das Fundament eines zweiten runden Turms aus dem 15. Jahrhundert sind heute noch zu erkennen. Die Burg wurde vermutlich zu einem großen Teil während der Französischen Revolution zerstört.

## Wirtschaft und Infrastruktur

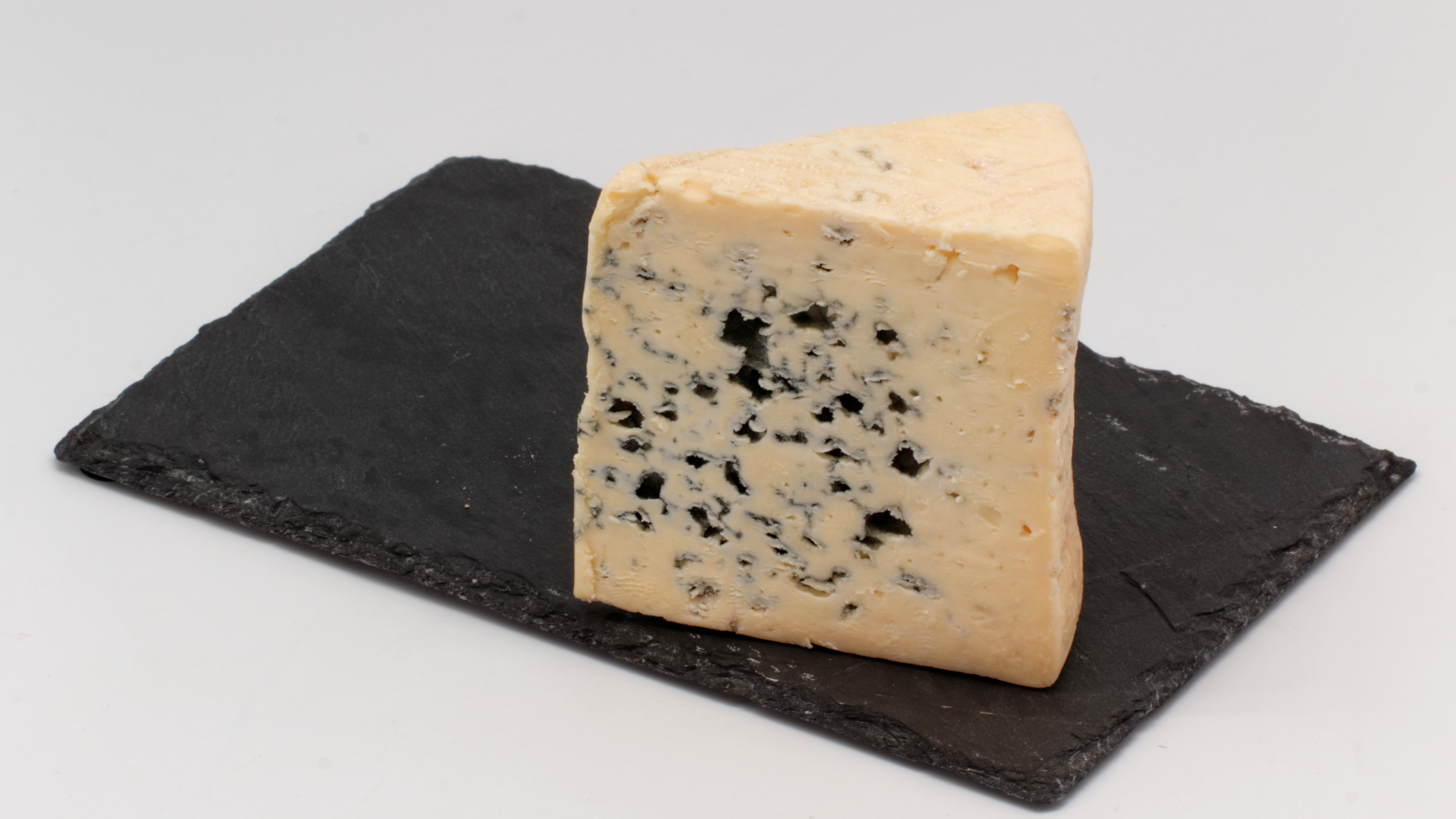
Blauschimmelkäse Bleu des Causses
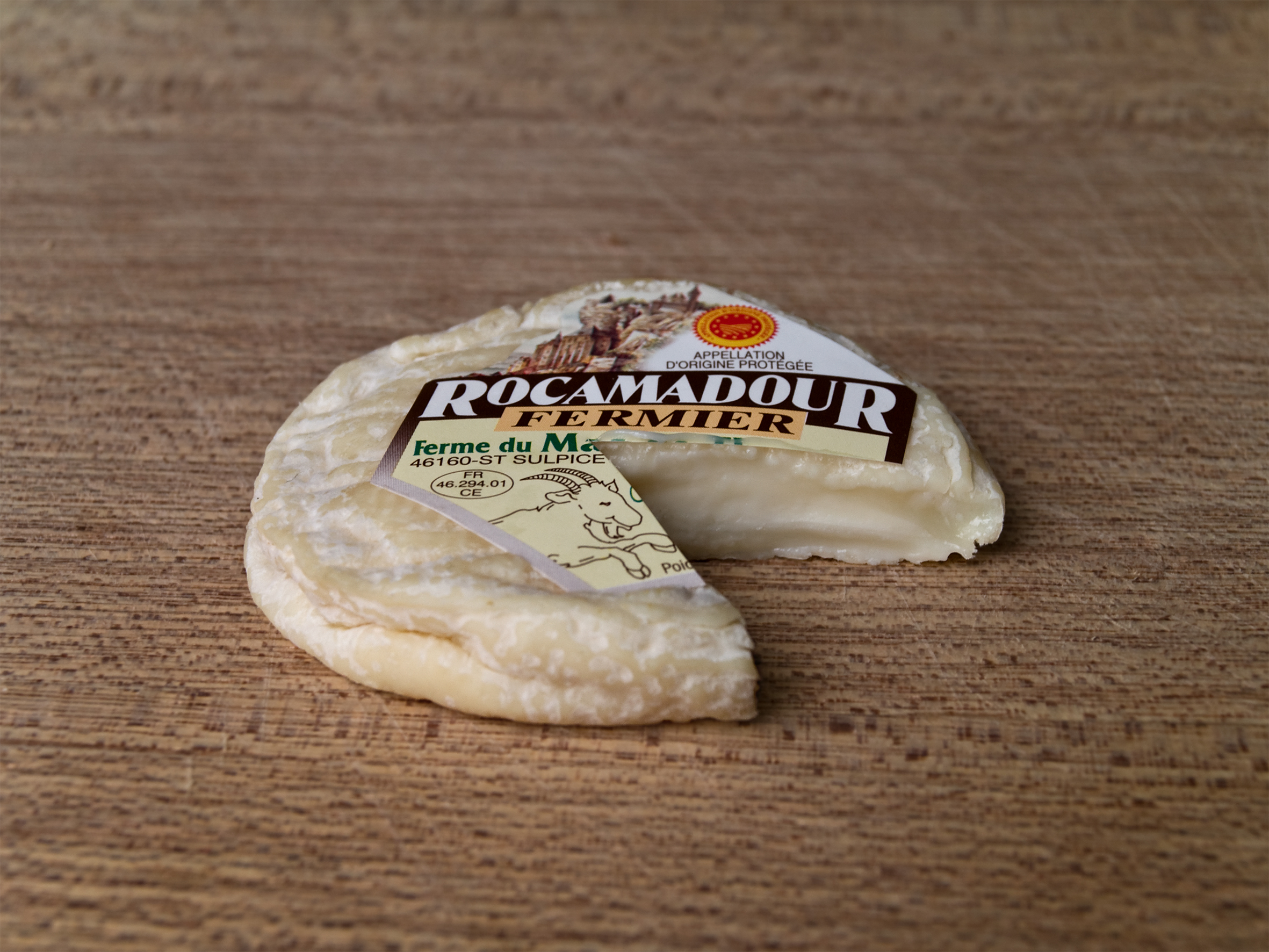
Rocamadour-Käse

Boissières liegt in den Zonen AOC
- des Blauschimmelkäses Bleu des Causses,
- des Rocamadour, eines Käses aus Ziegenmilch,
- der Noix du Périgord, der Walnüsse des Périgord und
- des Nussöls des Périgord.[10]

### Bildung
Die Gemeinde verfügt über eine öffentliche Grundschule.

### Verkehr
Boissières ist erreichbar über die Routes départementales 9, 12, 47 und 109.
Die Trasse der Schnellzugstrecke von Orléans nach Toulouse durchquert das Gebiet der Gemeinde ohne Halt. Der nächstgelegene Bahnhof befindet sich in Cahors.